# Belén Aguilera
Belén Aguilera (* 12. September 1995 in Barcelona) ist eine spanische Popmusikerin und Pianistin. 2022 kam sie mit ihrem Album Superpop auf Platz 1 der spanischen Charts.

## Biografie
Belén Aguilera brachte sich selbst Klavier und Gesang bei und begann Mitte der 2010er Jahre im Internet Coversongs zu veröffentlichen. Sie erreichte schnell einige Bekanntheit als „The girl and the piano“ und wurde 2016 eingeladen, an La Voz, der spanischen Ausgabe der Casting-Show The Voice, teilzunehmen. Nach erfolgreicher Qualifikation kam sie immerhin bis in die Knockout-Runde, das heißt unter die letzten 10 im Team ihres Coaches Melendi.
Um darauf aufzubauen, bewarb sie sich zusammen mit Raoul Vázquez im Jahr darauf bei Operación Triunfo, aber während er aufgenommen wurde, wurde sie abgelehnt. Immerhin nahm sie mit Vázquez ihren Song Tus monstruos auf und bekam für die Single 2018 weitere Aufmerksamkeit. Mit der spanischen ESC-Sängerin Edurne nahm sie im Jahr darauf die Single Jaque al rey auf. Im Mai 2019 veröffentlichte Aguilera auch ihre erste EP Dormida und sie schaffte damit auf Anhieb den Einstieg auf Platz 11 der Albumcharts.
Danach folgten weitere Singles, unter anderem nahm sie mit einem weiteren spanischen ESC-Vertreter, Manel Navarro, einen Song in Castellano (Hochspanisch) als Que te vaya bien und in ihrer gemeinsamen Heimatsprache Katalanisch als Que et vagi bé auf. Alle drei Duette (außer der katalanischen Version) waren 2020 auch auf ihrem Debütalbum Como ves, no siempre he sido mía … enthalten. Damit gelang ihr ihre erste Top-10-Platzierung.
Zum Jahresende folgte ein weiteres Duett, diesmal mit Lola Índigo. Die Single La tirita brachte ihr den ersten Einstieg in die Singlecharts und eine Goldene Schallplatte. Anfang 2022 erschien ihr zweites Album Superpop unter anderem mit diesem Song. Es stieg auf Platz 1 der spanischen Charts ein.

## Diskografie
Alben
- Dormida (EP, 2019)
- Como ves, no siempre he sido mía … (2020)
- Superpop (2022)
- Metanoia (EP, 2023)

Lieder
- Tus monstruos (2018)
- Tus monstruos (mit Raoul Vázquez, 2018)
- Jaque al rey (2019)
- Jaque al rey (mit Edurne, 2019)
- T’estimo (2019)
- Que te vaya bien (mit Manel Navarro, 2020)
- Mía (2020)
- Búnker (2020)
- Tu piel (2020)
- Diferente (2020)
- Que et vagi bé (mit Manel Navarro, 2020)
- Luna menguante (mit Siloé, 2020)
- Otra ronda más (mit Hens, 2020)
- La tirita (mit Lola Índigo, 2020)
- Fuck Off (mit Walls, 2021)
- Cristal (2021)
- Tirando de carrete (2021)
- Camaleón (2021, ES: Gold)
- Inteligencia emocional (2022)
- Antagonista (2023)
- Galgo (2023)